# 布拉格汉学派
布拉格汉学派（Prague School of Sinology），或称布拉格汉学学派，是一个围绕普实克发展起来的捷克斯洛伐克汉学家群体，代表人物有普实克、罗然、高利克等。

## 历史
19世纪，捷克汉学鼻祖鲁道夫·德沃夏克译介了《论语》和《老子》。进入20世纪，在普实克的引领下，形成了布拉格汉学派。20世纪60年代，普实克在哈佛大学担任访问教授，与费正清建立了友谊，并成为李欧梵的老师。费正清逝世前，把他的所有中文藏书捐献给哈佛大学图书馆，所有英文藏书则捐给捷克社会科学院东方学院的费正清图书馆。布拉格汉学派成为西方有关中国现代文学研究的先锋，涌现了贝尔塔、丹娜、米列娜、王和达、史罗甫、高利克等一批汉学家。二十世纪下半叶，随着捷克斯洛伐克汉学得到国际认可，自1970年代末起开始被称为“布拉格汉学派”。